# 74. Oscar-gála
A 74. Oscar-gála több okból is jelentős volt. A díjkiosztó több mint 40 év után visszatért hollywoodi helyszínére, az új Kodak Színházba. A legtöbb jelölést, összesen 13-at a Gyűrűk Ura: A Gyűrű Szövetsége kapta, a legtöbb díjat, szám szerint négyet-négyet a Gyűrűk Ura: A Gyűrű Szövetsége és az Egy csodálatos elme nyerte el. A legjobb férfi főszereplő és legjobb női főszereplő kategóriákban ekkor győzött először afroamerikai színész az Oscar-díj történelmében; ráadásként Sidney Poitier életműdíjához. Így egyesek a ceremóniát elkereszteleték Bloscars-nak illetve Blackademy Awards-nak.

## Díjak

### Filmek
| Kategória                    | Győztes                    | Producerek/ország                       |
| ---------------------------- | -------------------------- | --------------------------------------- |
| Legjobb film                 | Egy csodálatos elme        | Brian Grazer és Ron Howard              |
| Legjobb idegen nyelvű film   | Senkiföldje                | Bosznia-Hercegovina                     |
| Legjobb rövidfilm            | The Accountant             | Ray McKinnon, Lisa Blount               |
| Legjobb dokumentumfilm       | Murder on a Sunday Morning | Jean-Xavier de Lestrade és Denis Poncet |
| Legjobb rövid dokumentumfilm | Thoth                      | Sarah Kernochan és Lynn Appelle         |
| Legjobb animációs film       | Shrek                      | Aron Warner                             |
| Legjobb animációs rövidfilm  | Madárkák a dróton          | Ralph Eggleston                         |

### Jelölések
Legjobb film
- Gosford Park – Robert Altman, Bob Balaban and David Levy, producerek
- A Gyűrűk Ura: A Gyűrű Szövetsége – Peter Jackson, Fran Walsh és Barrie M. Osborne, producerek
- A hálószobában – Graham Leader, Ross Katz and Todd Field, producerek
- Moulin Rouge! – Martin Brown, Baz Luhrmann és Fred Baron, producerek

Legjobb animációs rövidfilm
- Fifty Percent Grey – Ruairi Robinson, Seamus Byrne
- Give Up Yer Aul Sins – Cathal Gaffney, Darragh O'Connell
- Strange Invaders – Cordell Barker
- Stubble Trouble – Joseph E. Merideth

Legjobb rövidfilm
- Copy Shop – Virgil Widrich
- Gregor's Greatest Invention – Johannes Kiefer
- A Man Thing (Meska Sprawa) – Slawomir Fabicki, Bogumil Godfrejow
- Speed for Thespians – Kalman Apple, Shameela Bakhsh

Animációs film
- Jimmy Neutron, a csodagyerek – Steve Oedekerk, John A. Davis
- Szörny Rt. – Pete Docter, John Lasseter

Dokumentumfilm
- Children Underground – Edet Belzberg
- LaLee's Kin: The Legacy of Cotton – Susan Froemke, Deborah Dickson
- Promises – Justine Shapiro, B.Z. Goldberg
- War Photographer – Christian Frei

Rövid dokumentumfilm
- Artists and Orphans: A True Drama – Lianne Klapper McNally
- Sing! – Freida Lee Mock, Jessica Sanders

Idegen nyelvű film
- Amélie csodálatos élete – Franciaország
- Elling – Norvégia
- Lagaan – India
- Az örömfiú – Argentína

### Rendező díj és jelölés
- Egy csodálatos elme – Ron Howard
- Gosford Park – Robert Altman
- A Gyűrűk Ura: A Gyűrű Szövetsége – Peter Jackson
- Mulholland Drive – A sötétség útja – David Lynch
- A Sólyom végveszélyben – Ridley Scott

### Színészet
| Kategória                    | Győztes           | Film                           |
| ---------------------------- | ----------------- | ------------------------------ |
| Legjobb férfi főszereplő     | Denzel Washington | Kiképzés                       |
| Legjobb női főszereplő       | Halle Berry       | Szörnyek keringője             |
| Legjobb férfi mellékszereplő | Jim Broadbent     | Iris – Egy csodálatos női elme |
| Legjobb női mellékszereplő   | Jennifer Connelly | Egy csodálatos elme            |

#### Jelölések
Legjobb férfi főszereplő jelöltek
- Russell Crowe – Egy csodálatos elme {"John Nash"}
- Sean Penn – Nevem Sam {"Sam Dawson"}
- Will Smith – Ali {"Muhammad Ali"}
- Tom Wilkinson – A hálószobában {"Matt Fowler"}

Legjobb férfi mellékszereplő jelöltek
- Ethan Hawke – Kiképzés {"Jake"}
- Ben Kingsley – Szexi dög {"Don Logan"}
- Ian McKellen – A Gyűrűk Ura: A Gyűrű Szövetsége {"Gandalf"}
- Jon Voight – Ali {"Howard Cosell"}

Legjobb női főszereplő
- Judi Dench – Iris – Egy csodálatos női elme {"Iris Murdoch"}
- Nicole Kidman – Moulin Rouge! {"Satine"}
- Sissy Spacek – A hálószobában {"Ruth Fowler"}
- Renée Zellweger – Bridget Jones naplója {"Bridget Jones"}

Legjobb női mellékszereplő
- Helen Mirren – Gosford Park {"Mrs. Wilson"}
- Maggie Smith – Gosford Park {"Constance, Trentham bárónője"}
- Marisa Tomei – A hálószobában {"Natalie Strout"}
- Kate Winslet – Iris – Egy csodálatos női elme {"fiatal Iris Murdoch"}

### Írás
| Kategória                                    | Győztes         | Film                |
| -------------------------------------------- | --------------- | ------------------- |
| Oscar-díj a legjobb adaptált forgatókönyvnek | Akiva Goldsman  | Egy csodálatos elme |
| Oscar-díj a legjobb eredeti forgatókönyvnek  | Julian Fellowes | Gosford Park        |

#### Jelölések
Legjobb adaptált forgatókönyv
- A Gyűrűk Ura: A Gyűrű Szövetsége – Fran Walsh, Philippa Boyens, Peter Jackson
- A hálószobában – Rob Festinger és Todd Field
- Shrek – Ted Elliott & Terry Rossio és Joe Stillman & Roger S.H. Schulman
- Tétova tinédzserek – Daniel Clowes és Terry Zwigoff

Legjobb eredeti forgatókönyv
- Amélie csodálatos élete – Guillaume Laurant és Jean-Pierre Jeunet; dialóg: Guillaume Laurant
- Mementó – Christopher Nolan, Jonathan Nolan
- Szörnyek keringője – Milo Addica és Will Rokos
- Tenenbaum, a háziátok – Wes Anderson és Owen Wilson

## Győztesek és jelölések
Látványterv
- Amélie csodálatos élete – látványtervezés: Aline Bonetto; díszlet: Marie-Laure Valla
- Gosford Park – látványtervezés: Stephen Altman; díszlet: Anna Pinnock
- A Gyűrűk Ura: A Gyűrű Szövetsége – látványtervezés: Grant Major; díszlet: Dan Hennah
- Harry Potter és a bölcsek köve – látványtervezés: Stuart Craig; díszlet: Stephenie McMillan
- Moulin Rouge! – látványtervezés: Catherine Martin; díszlet: Brigitte Broch

Operatőr
- Amélie csodálatos élete – Bruno Delbonnel
- Az ember, aki ott se volt – Roger Deakins
- A Gyűrűk Ura: A Gyűrű Szövetsége – Andrew Lesnie
- Moulin Rouge! – Donald M. McAlpine
- A Sólyom végveszélyben – Slawomir Idziak

Jelmeztervező
- Gosford Park – Jenny Beavan
- A Gyűrűk Ura: A Gyűrű Szövetsége – Ngila Dickson, Richard Taylor
- Harry Potter és a bölcsek köve – Judianna Makovsky
- A királyné nyakéke – Milena Canonero
- Moulin Rouge! – Catherine Martin, Angus Strathie

Vágás
- Egy csodálatos elme – Mike Hill, Dan Hanley
- A Gyűrűk Ura: A Gyűrű Szövetsége – John Gilbert
- Mementó – Dody Dorn
- Moulin Rouge! – Jill Bilcock
- A Sólyom végveszélyben – Pietro Scalia

Smink
- Egy csodálatos elme – Greg Cannom, Colleen Callaghan
- A Gyűrűk Ura: A Gyűrű Szövetsége – Peter Owen, Richard Taylor
- Moulin Rouge! – Maurizio Silvi, Aldo Signoretti

Legjobb eredeti filmzene
- A. I. – Mesterséges értelem – John Williams
- Egy csodálatos elme – James Horner
- A Gyűrűk Ura: A Gyűrű Szövetsége – Howard Shore
- Harry Potter és a bölcsek köve – John Williams
- Szörny Rt. – Randy Newman

Eredeti dal
- A Gyűrűk Ura: A Gyűrű Szövetsége ("May It Be") – Enya, Nicky Ryan és Roma Ryan
- Kate és Leopold ("Until...") – Sting
- Pearl Harbor – Égi háború ("There You'll Be") – Diane Warren
- Szörny Rt. ("If I Didn't Have You") – Randy Newman
- Vanília égbolt ("Vanilla Sky") – Paul McCartney

Hang
- Amélie csodálatos élete – Vincent Arnardi, Guillaume Leriche, Jean Umansky
- A Gyűrűk Ura: A Gyűrű Szövetsége – Christopher Boyes, Michael Semanick, Gethin Creagh, Hammond Peek
- Moulin Rouge! – Andy Nelson, Anna Behlmer, Roger Savage, Guntis Sics
- Pearl Harbor – Égi háború – Kevin O'Connell, Greg P. Russell, Peter J. Devlin
- A Sólyom végveszélyben – Michael Minkler, Myron Nettinga, Chris Munro

Hangvágás
- Szörny Rt. – Gary Rydstrom, Michael Silvers
- Pearl Harbor – Égi háború – George Watters II, Christopher Boyes

Vizuális effektek
- A.I. – Mesterséges értelem – Dennis Muren, Scott Farrar, Stan Winston, Michael Lantieri
- A Gyűrűk Ura: A Gyűrű Szövetsége – Jim Rygiel, Randall William Cook, Richard Taylor, Mark Stetson
- Pearl Harbor – Égi háború – Eric Brevig, John Frazier, Ed Hirsh, Ben Snow

JEAN HERSHOLT humanitárius díj
- Arthur Hiller

### Érdekességek
- Mivel az Emmy-díjak átadását elhalasztották 2001-ben, és az Oscar-díjra a nevezések éppen a terrortámadás után voltak esedékesek, sokan arra számítottak, hogy az Oscart szintén későbbre halasztják. Frank Pierson, az Akadémia akkori elnöke kijelentette, hogy az Oscar az előzetes terveknek megfelelően fog zajlani, hiszen a halasztás azt jelentené, hogy „a terroristák győztek”.[forrás?]
- Ezen az Oscar-gálán a díjak némelyikét egészen fiatal és feltörekvő színészek és színésznők adták át – köztük Ryan Phillippe, Reese Witherspoon, Josh Hartnett, Kirsten Dunst és Tobey Maguire.[forrás?]
- A gála In Memoriam része egy hónappal a show után okozott felháborodást, amikor az Oscarra jelölt Peggy Lee és Dorothy McGuire, valamint a kétszeres Oscar-díjas A.D. Flowers (effekt-szakértő) rejtélyesen kimaradtak az az évi megható összeállításból.[forrás?]

### Különleges események
Woody Allen most először jelent meg az Oscar-díjátadón, hogy szeptember 11-ére emlékezve bemutasson egy New Yorkban forgatott filmek előtt tisztelgő alkotást.
Megemlékeztek az elmúlt 74 év legnépszerűbb filmzenéiről is.

### In memoriam
Kevin Spacey konferálásában az Akadémia néhány percet szán arra, hogy megemlékezzen a szeptember 11-ei terrortámadás áldozatairól, utána pedig vessen egy pillantást az előző évben elhalálozott hollywoodi filmcsillagokra: Jack Lemmon, Nigel Hawthorne, Beatrice Straight, Eileen Heckart, Jason Miller, Ann Sothern, Harold Russell, Kim Stanley, Michael Ritchie rendező, Ted Demme rendező, Budd Boetticher rendező, Hiroshi Tesgihara rendező, Herbert Ross rendező, Julia Phillips producer, Jay Livingston zeneszerző, William Hanna producer, Chuck Jones animátor, Samuel Z. Arkoff producer, Danilo Donati jelmeztervező, Sacha Vierny és John A. Alonzo operatőrök, Carroll O'Connor, Aaliyah, George Harrison és Anthony Quinn.

## Lásd még
- Oscar-díj
- Oscar-gálák listája
- 2001 a filmművészetben